# Сан-Роке (Фуншал)
Сан-Роке (порт. São Roque) — район (фрегезия) в Португалии, входит в округ Мадейра. Расположен на острове Мадейра. Является составной частью муниципалитета Фуншал. Население составляет 9274 человека на 2001 год. Занимает площадь 7,52 км².